# 彼女らは雪の迷宮に
『彼女らは雪の迷宮に』（かのじょらはゆきのめいきゅうに）は、芦辺拓による日本の推理小説作品。

## 概要
「森江春策の事件簿シリーズ」の17作目（長編としては15作目）のミステリー。
本作は、作者が扱う初めてのクローズド・サークルもので、渓谷の谷底の「雪の山荘」での宿泊客たちの消失事件が主軸となっている。
文庫本の表紙カバーのイラストは、「雪山が舞台の現代版クローズド・サークルミステリーのイメージを水晶の内部で降る雪で表現」したとされている。

## あらすじ
ピアニストの石渡静音、専業主婦の鴨下結衣子、女子高生の小鮎亜里沙、“マダーム”の富村美千恵、エステティシャンの笠岡千明、そして森江春策法律事務所で森江の助手兼秘書を務める新島ともか。いずれも年齢・職業が異なる6人の女性たちが、越後湯沢駅からローカル線とマイクロバスを乗り継いで、さらにロープウェイで降った雪深い谷底の「雪華荘ホテル」に招待された。
それぞれ期待と開放感、それに若干の不安感を抱きながらホテルを訪れた彼女たちは、ホテルに到着すると一様に困惑した。出迎えるはずの従業員が姿を見せず、それでも食事の時間になると満足のいく料理が用意されていた。誰がいつ食事を用意し、その食器類を片付けているのか。それらを人知れず行っている目的は何なのか。そして、皆の不安を掻き立てるように用意されていたマザー・グース「三匹の盲鼠」の楽譜。
さらに翌朝、7番目の客として直北紅葉と名乗る不審な女が現れる。彼女のハンカチには「矢田内志麻」と記されていた。そして、主婦の鴨下結衣子が姿を消した。彼女の部屋は鍵がかかっており、外は吹雪で、さらには誰かが外部からホテルの玄関を施錠しているため外に出ることができず、部屋にこもっているのだろうと思いつつも、誰もが釈然としない思いを抱く中、さらに富村美千恵と笠岡千明も姿を消してしまう。
一方、森江春策の法律事務所には、彼女たちの身を案じる関係者たちが続々と詰めかけていた。そして、関係者のひとり、笠岡千明に片想いしているという乾建児が運転するバスで、一同とともに「雪華荘ホテル」に向かう森江の脳裏には、2年前に起きた矢田部八郎のひき逃げ事件が去来していた。集まった関係者の大半が、2年前に矢田部とともに「ドラマティックリーグTOKYO」へ出品する映像作品を制作する仲間たちだったからである。
「雪華荘ホテル」がある渓谷の尾根には、森江たちの到着よりも先に、ともかから通報を受けた地元警察が到着していた。しかし、ホテルへの唯一の交通手段であるロープウェイは、ケーブルが垂れ下がっており、モーターが焼き切れて使用不可能の状態だった。そして、ともかとの連絡が途絶えてしまっていた。

## 登場人物
森江 春策（もりえ しゅんさく）
本職は刑事専門の弁護士。本職を差し置いて名探偵として知られていることを不本意に思っている。
映画好きの芝居好き。本作で大阪から東京都千代田区に事務所を移転した。

### 雪華荘ホテルの招待客
新島 ともか（にいじま ともか）
森江の助手兼秘書。20代。
石渡 静音（いしわたり しずね）
ピアニスト。20代。
鴨下 結衣子（かもした ゆいこ）
専業主婦。30代。
小鮎 亜里沙（こあゆ ありさ）
高校2年生。17歳。森江春策が名探偵であることを知っている。
富村 美千恵（とみむら みちえ）
店舗経営の“マダーム”。40代。
笠岡 千明（かさおか ちあき）
エステティシャン。20歳そこそこ。
直北 紅葉（なおきた もみじ）
年齢不詳。美大出身の絵描き。

### 「ドラマティックリーグTOKYO」の映像作品制作者
富村 悠（とみむら ゆう）
富村美千恵の息子。
鴨下 吉彦（かもした よしひこ）
鴨下結衣子の夫。
安土 友哉（あづち ともや）
石渡静音の恋人。
小鮎 隆一朗（こあゆ りゅういちろう）
小鮎亜里沙の父親。
笠岡 徹平（かさおか てっぺい）
笠岡千明の兄。
矢田部 八郎（やたべ はちろう）
2年前にひき逃げされて死亡。

### その他の人物
蜂田 サユミ（はちだ サユミ）
大阪の事務所勤務のOL。20代。
千本 瑛光（せんぼん ひでみつ）
富村美千恵の恋人。
乾 建児（いぬい けんじ）
笠岡千明に片想いしている。

## 書籍情報
- 単行本：2008年10月、祥伝社より刊行（ISBN 978-4396633066）
- 文庫本：2012年2月、祥伝社文庫より刊行（ISBN 978-4396337322）

## オーディオドラマ
音声劇団 VOICE☆（ボイスター）にて、2009年5月25日より配信。なお、配信は途中までで中断しているため、作者は「すでに収録は大半終了しているそうで、いずれは続きが聴けると期待しているのですが……」と期待を寄せている。
キャストは下記のとおり。
- 新島ともか：野田絵里香
- 石渡静音：瀧美保
- 鴨下結衣子：二階堂裕美
- 蜂田サユミ：菅谷弥生
- 小鮎亜里沙：ちひろ
- 笠岡千明：高木泉
- 富村美千恵：巽理絵
- 森江春策：清水秀光
- ナレーション：岡本麻弥